# Порубаї
Порубаї́ — село в Україні, у Пришибській сільській громаді Кременчуцького району Полтавської області. Населення становить 54 осіб.

## Географія
Село Порубаї знаходиться на відстані 1 км від села Дабинівка та за 1,5 км від села Пилипенки. Селом протікає пересихаючий струмок з загатою.